# Scopula apparitaria
Scopula apparitaria är en fjärilsart som beskrevs av Walker 1861. Scopula apparitaria ingår i släktet Scopula och familjen mätare. Inga underarter finns listade.